# Neopsylla bana
Neopsylla bana är en loppart som beskrevs av Beaucournu et Sountsov 1997. Neopsylla bana ingår i släktet Neopsylla och familjen mullvadsloppor. Inga underarter finns listade i Catalogue of Life.